# Vasile Urechia Alexandrescu

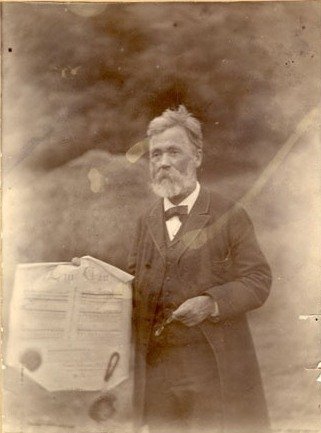
Vasile Urechia Alexandrescu en 1890.

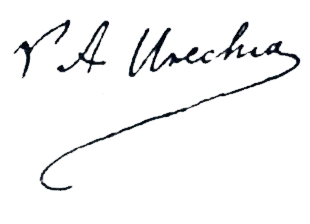
Signature V A Urechia

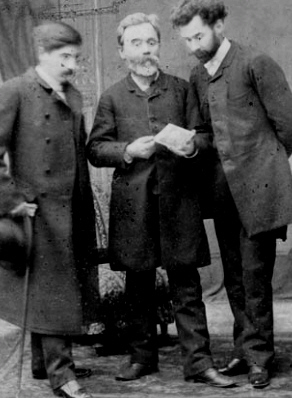
Vasile Alexandrescu avec Alexandru Vlahuță et Barbu Delavrancea.

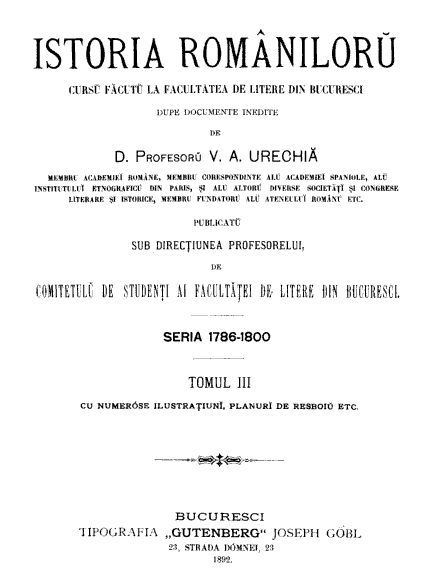
Couverture de Istoria românilor, volume III, 1892

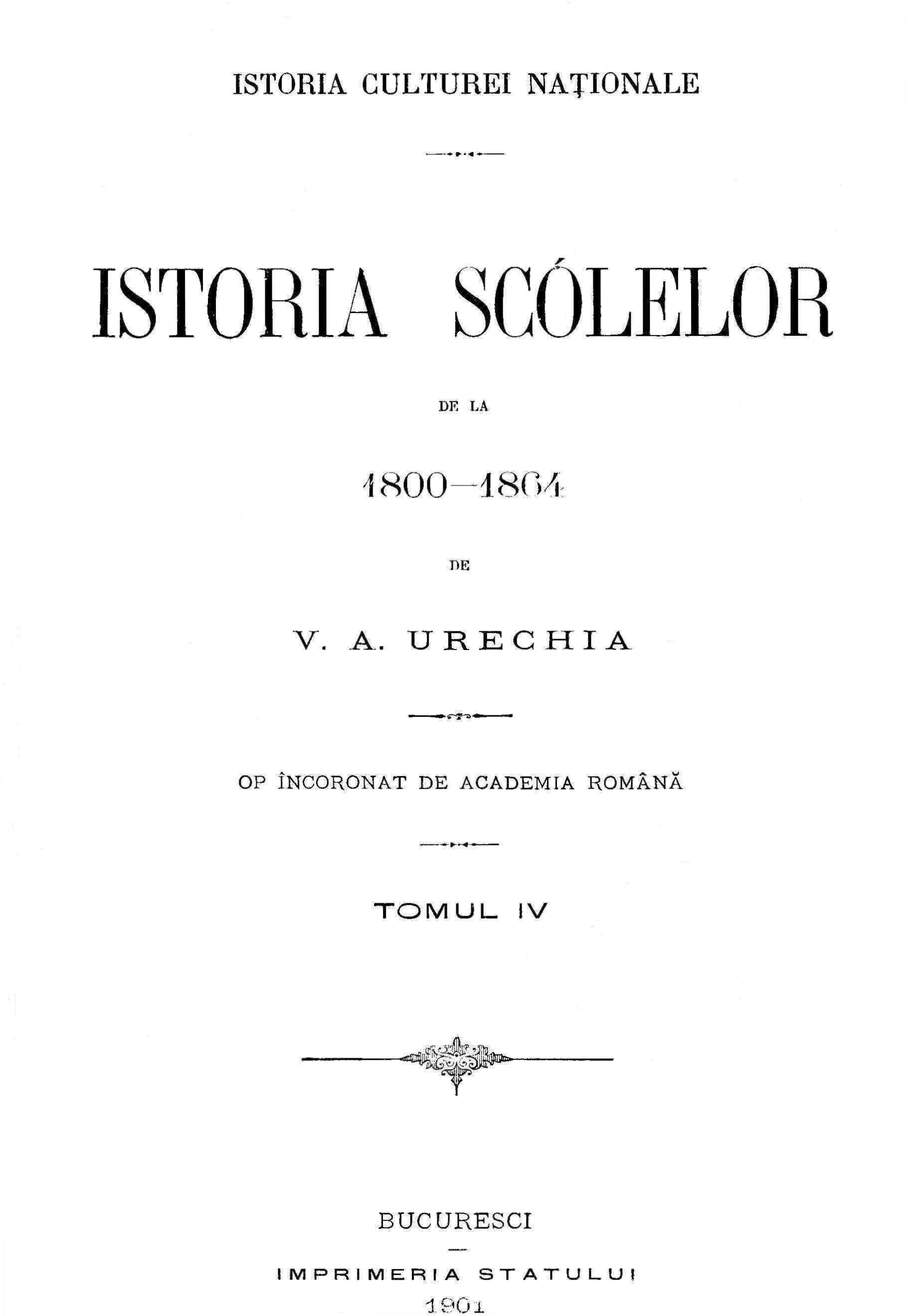
Couverture de Istoria școalelor, volume IV, 1901

Vasile Urechia Alexandrescu, né Vasile Alexandrescu le 15 février 1834 à Piatra Neamț en Moldavie et mort le 22 novembre 1901 à Bucarest, est une figure de la renaissance culturelle roumaine, historien, écrivain, homme politique, ministre et membre fondateur de l'Académie roumaine. Il est spécialiste de l'histoire roumaine, et publia des synthèses et notes bibliographiques, héraldiques, ethnographiques et folkloristes. Il était également un écrivain francophone. Il ajouta le pseudonyme d'Urechia (l'oreille en orthographe roumaine de l'époque) dans sa vie d'adulte et signa également de ce nom.

## Biographie
Dans les années 1850, Vasile Alexandrescu fit ses études à Paris où son patronyme fut francisé en Basile Alexandresco. Il obtint son baccalauréat en 1856, et réussit ensuite sa licence ès lettres.
Il fonda, à Paris, le journal Opiniunea, un magazine pour les Moldo-Valaques exilés en France et prônant l'union des deux provinces.
Il devint membre correspondant de l'Académie royale espagnole, de l'Académie italienne et de l'Institut d'ethnographie de Paris. Il s'était impliqué dans la création de liens avec la France tout en poursuivant son intérêt pour l'ethnographie. Il devint membre actif de la Société d'ethnographie, basée à Paris, en collaborant étroitement avec son président Léon de Rosny. Il est aussi devenu un membre actif de la Société héraldique de France. Il publia plusieurs ouvrages en langue française.
Dès 1861, il a fondé la revue Atheneul Român (L'Athénée roumain).
En 1865, Vasile Urechia-Alexandrescu et deux autres personnalités scientifiques roumaines, Constantin Esarcu et Nicolae Cretulescu fondent la société philharmonique de l'Athénée roumain (Societatea Filarmonica Romana) afin de construire à Bucarest un bâtiment consacré aux arts et à la culture. Une souscription nationale fut organisée afin de collecter l'argent nécessaire à cette réalisation. Cette souscription publique dura presque une trentaine d'années, avec le même slogan « Donnez une leu pour l'Ateneu ! » (« Dați un leu pentru Ateneu »).
En 1867, il publie Despre elocința română ("L'Éloquence roumaine"), Poezia în fața politicei ("Poésies contre politique") et Patria română ("La Mère-patrie roumaine").
En 1867, il se rend en Espagne jusqu'en 1868, où il perfectionne ses connaissances de la langue espagnole. Il étudie l'histoire dans les archives d'Espagne et devint membre de l'Académie royale d'Espagne, le 2 avril 1868.
Avec son ami archéologue Alexandru Odobescu, Vasile Urechia-Alexandrescu représente la Roumanie lors du Congrès mondial d'archéologie à Paris en 1869.
En 1872, il publie un drame l'Épisode sous Alecsandru cel Bun, ainsi qu'une comédie Oda La Elisa ("Ode à Elisa"). Pour la publication de son ouvrage Albumul macedo-român, il utilisera les notes et documents dd l'historien français Edgar Quinet.
Revenu en Roumanie, il fut professeur à l'université de Iași, puis à l'université de Bucarest. En tant qu'historien, avait une vision éclectique de choses.
En 1881-1882, Vasile Alexandrescu fut nommé Ministre de l'Éducation nationale dans les gouvernements des Premiers ministres libéraux Dimitrie Brătianu et Ion Brătianu. Il s'opposa politiquement à ses collègues enseignants d'obédience socialistes et athées, au sein de l'université de Iasi. Cependant, il mit de côté ses préférences politiques pour nommer l'écrivain Ion Luca Caragiale au poste d'inspecteur de l'instruction publique.
En 1885, il publie son roman Logof (l'histoire du logothète Baptiste Veleli qui vécut au XVIIe siècle). Il entretint une correspondance avec l'explorateur roumain Julius Popper qui vivait en Patagonie.
Il a édité plusieurs volumes de documents historiques. Il a écrit une "Histoire des Roumains" en 14 volumes (1891 - 1903) et une "Histoire de l'École" en 4 volumes (1892 - 1901).
En 2014 paraît en Roumanie, sous la direction de Leonidas Rados, et sous titre Din tainele vieței, amintiri contimporane (1840-1882) [Sur les mystères de la vie, souvenirs contemporains (1840-1882)] un volume de mémoires constitué à partir d'une centaine d'articles autobiographiques publiés en feuilleton du vivant de l'auteur. C'est ici qu'il évoque à plusieurs reprises son second fils Nestor Urechia, également francophile et écrivain .

## L'Union de tous les Roumains
Dans les années 1890, Vasile Alexandrescu s'implique pour la cause des Roumains vivant en dehors des limites du Vieux Royaume. Comme d'autres militants roumains, il espérait voir la Roumanie unie avec la Transylvanie et le Banat, deux régions incluses dans l'empire d'Autriche-Hongrie et administré par le royaume de Hongrie. Vasile Alexandrescu considérait avec sympathie la formation d'un parti national dans cette région, et l'a soutenu tout au long du mouvement soutenant le Mémorandum de Transylvanie de 1892, quand beaucoup de ses dirigeants ont été emprisonnés par les autorités hongroises. Il a appelé à une solidarité et un soutien à travers l'Europe. En 1893, il a reçu le soutien de ses pairs étrangers, en un seul recueil, connu en roumain "Voci Latine. De la Frati La Frati" («Voix latines. De Frères à Frères»). En tant que fondateur de la Ligue culturelle pour l'unité de tous les Roumains, il a fait campagne dans la presse internationale, ce qui entraîna quelque 500 articles de journaux sur le mémorandum. Ces actions le classèrent comme un agent de la dissidence pour les dirigeants de l'Autriche-Hongrie.
En 1894, il était engagé dans une polémique houleuse sur ces questions avec l'officier hongrois István Türr, qui avait publié des articles condamnant le mémorandum et leurs partisans basés à Bucarest. En 1895, Vasile Alexandrescu assista à la Conférence interparlementaire de Bruxelles, au cours de laquelle la question fut débattue avec les membres du pouvoir législatif hongrois.

## Titres et honneurs
En 1896-1897, Vasile Alexandrescu est vice-président du Sénat roumain. Durant la même période, il est fait chevalier de la Légion d'honneur à Paris. Il devient membre honoraire et plus tard président d'honneur du Conseil Héraldique de France, membre étranger de la Société française d'archéologie, et membre associé de la Croix-Rouge espagnole. Il est nommé Consul général roumain pour l'Équateur.
En octobre 1899, il assiste au Congrès international des orientalistes à Rome, il a organisé une fête Pan-latiniste autour de la colonne de Trajan, avec la participation de Luigi Pelloux et des militants de Transylvanie.
En 1900, il a assisté au congrès de l'Union des étudiants latinos, qui fut organisé dans la ville française d'Alès, et prononça un discours d'ouverture dans lequel le thème principal a été le pan-latinisme. La même année, il publia une série de mémoires et de récits de voyages sous le titre "vieții Din tainele" ("Les Mystères de la vie").
Vasile Urechia-Alexandrescu meurt le 22 novembre 1901. L'oraison funèbre fut lu par l'historien et archéologue roumain Grigore Tocilescu (en).